# Archaeonympha
Archaeonympha is een geslacht van vlinders uit de familie van de prachtvlinders (Riodinidae), onderfamilie Riodininae.
Archaeonympha werd in 1998 voor het eerst wetenschappelijk beschreven door Hall.

## Soorten
Archaeonympha omvat de volgende soorten:
- Archaeonympha drepana (Bates, H, 1868)
- Archaeonympha smalli Hall, J & Harvey, 1998
- Archaeonympha urichi (Vane-Wright, 1994)